# Evelis Aguilar
Evelis Jazmin Aguilar Torres (* 3. Januar 1993 in Chigorodó) ist eine kolumbianische Leichtathletin, die sich auf den Siebenkampf spezialisiert hat und sich besonders zu Beginn ihrer Karriere auf den 400-Meter-Lauf fokussiert hat. Sie gewann zwei Titel im Siebenkampf bei Südamerikameisterschaften und siegte 2022 über 400 Meter bei den Südamerikaspielen. Zudem gewann sie zahlreiche weitere Medaillen bei Kontinentalmeisterschaften, insbesondere mit der 4-mal-400-Meter-Staffel.

## Sportliche Laufbahn
Erste internationale Meisterschaftserfahrungen sammelte Evelis Aguilar im Jahr 2008, als sie bei den Jugendsüdamerikameisterschaften in Lima in 57,67 s die Bronzemedaille im 400-Meter-Lauf gewann. Zwei Jahre später siegte sie dann in 55,64 s bei den Jugendsüdamerikameisterschaften in Santiago de Chile und gewann die Silbermedaille mit der kolumbianischen Sprintstaffel (1000 Meter). 2011 gewann sie in 3:37,66 min gemeinsam mit María Idrobo, Princesa Oliveros und Jennifer Padilla die Silbermedaille in der 4-mal-400-Meter-Staffel bei den Südamerikameisterschaften in Buenos Aires hinter dem Team aus Brasilien. Anschließend gewann sie in 54,45 s die Silbermedaille über 400 Meter bei den Juniorensüdamerikameisterschaften in Medellín und siegte mit der Staffel in 3:36,74 min. Daraufhin startete sie mit der Staffel bei den Panamerikanischen Spielen in Guadalajara und gewann dort in 3:29,94 min gemeinsam mit Princesa Oliveros, Norma González und Jennifer Padilla die Bronzemedaille hinter Kuba und Brasilien und stellte damit einen neuen Landesrekord auf. Im Jahr darauf verpasste sie bei den Juniorenweltmeisterschaften in Barcelona mit 3:39,44 min den Finaleinzug mit der Staffel. 
Seit 2013 fokussiert sie sich auf den Mehrkampf und nahm 2014 an den Südamerikaspielen in Santiago teil und belegte dort mit 5504 Punkten den vierten Platz und gewann im Staffelbewerb in 3:35,96 min gemeinsam mit María Idrobo, Deiscy Moreno und Jennifer Padilla die Silbermedaille hinter Brasilien. Anschließend wurde sie bei den Ibero-Amerikanischen Meisterschaften in São Paulo mit 5518 Punkten Fünfte und siegte anschließend mit 5333 Punkten bei den U23-Südamerikameisterschaften in Montevideo. Zudem gewann sie bei den Zentralamerika- und Karibikspielen in Xalapa in 3:34,14 min die Bronzemedaille mit der Staffel hinter Kuba und Mexiko. Im Jahr darauf siegte sie mit 5902 Punkten bei den Südamerikameisterschaften in Lima und stellte damit einen neuen Landes- und Meisterschaftsrekord auf. Anschließend erreichte sie bei den Panamerikanischen Spielen in Toronto mit 5930 Punkten Rang vier und qualifizierte sich auch für die Weltmeisterschaften in Peking, bei denen sie kurzfristig aber nicht an den Start gehen konnte. 2016 gewann sie mit 5887 Punkten die Silbermedaille bei den Ibero-Amerikanischen Meisterschaften in Rio de Janeiro hinter Alysbeth Félix aus Puerto Rico und anschließend nahm sie an den Olympischen Spielen ebendort teil und erreichte dort mit 6263 Punkten den 15. Platz. Zum Saisonabschluss wurde sie mit 6061 Punkten Sechste beim Décastar in Talence.
2017 siegte sie mit 6228 Punkten beim Multistars in Florenz und qualifizierte sich damit für die Weltmeisterschaften in London. Bei den Weltmeisterschaften konnte sie ihren Wettkampf nach dem ersten Tag nicht beenden. Im Jahr darauf gewann sie bei den Zentralamerika- und Karibikspielen in Barranquilla mit 6285 Punkten die Silbermedaille hinter der Kubanerin Yorgelis Rodríguez und verbesserte damit ihren eigenen Südamerikarekord aus dem Jahr 2016 um 15 Punkte. Im Dezember 2020 siegte sie im Stade Paul-Julius-Bénard von Saint-Paul mit 6055 Punkten beim Meeting de la Réunion, dem ersten Mehrkampfbewerb der während der COVID-19-Pandemie wieder stattfand. Wenige Monate darauf verbesserte sie in Ibagué den Südamerikarekord auf 6346 Punkte und siegte anschließend mit 6165 Punkten bei den Südamerikameisterschaften in Guayaquil. Zudem siegte sie dort in 3:31,04 min gemeinsam mit Angie Palacios, Rosangélica Escobar und Melissa González in der 4-mal-400-Meter-Staffel. Über die Weltrangliste qualifizierte sie sich im Siebenkampf für die Olympischen Sommerspiele in Tokio und gelangte dort mit 6214 Punkten auf Rang 14. 
2022 siegte sie in 51,84 s über 400 Meter bei den Juegos Bolivarianos in Valledupar und siegte in 3:36,91 min auch in der 4-mal-400-Meter-Staffel. Im Oktober nahm sie an den Südamerikaspielen in Asunción teil und gewann dort in 51,90 s die Goldmedaille über 400 Meter und sicherte sich auch mit der Staffel in 3:31,30 min gemeinsam mit Valeria Cabezas, Rosangélica Escobar und Lina Licona die Goldmedaille. Im Jahr darauf belegte sie bei den Zentralamerika- und Karibikspielen in San Salvador in 51,67 s den vierten Platz über 400 Meter und gewann mit der Staffel in 3:31,16 min die Bronzemedaille hinter den Teams aus Kuba und der Dominikanischen Republik. Anschließend gewann sie bei den Südamerikameisterschaften in São Paulo in 51,41 s die Silbermedaille hinter der Chilenin Martina Weil und siegte mit der Staffel in 3:31,39 min gemeinsam mit Lina Licona, Valeria Cabezas und Jennifer Padilla. Zudem siegte sie in 3:14,79 min auch in der Mixed-Staffel gemeinsam mit Jhon Perlaza, Lina Licona und Anthony Zambrano und stellte damit einen neuen Südamerikarekord auf. Im August erreichte sie bei den Weltmeisterschaften in Budapest das Halbfinale über 400 Meter und schied dort mit 51,07 s aus. Ende Oktober gelangte sie bei den Panamerikanischen Spielen in Santiago de Chile mit 3:23,17 min auf Rang sechs in der Mixed-Staffel. Zudem gewann sie in 51,95 s die Bronzemedaille über 400 Meter hinter der Chilenin Weil und Nicole Caicedo aus Ecuador. 2024 nahm sie über 400 Meter an den Olympischen Sommerspielen in Paris teil und schied dort mit 52,86 s in der Hoffnungsrunde aus. 
2025 blieb sie über 400 Meter erstmals unter 50 Sekunden, musste sich aber bei den Südamerikameisterschaften in Mar del Plata in 51,26 s der Chilenin Martina Weil geschlagen geben. Zudem gewann sie dort mit der 4-mal-400-Meter-Staffel in 3:33,29 min die Goldmedaille. 
In den Jahren 2014, 2016 und 2018 wurde Aguilar kolumbianische Meisterin im Siebenkampf sowie 2016, 2017 und 2021 im Weitsprung. 2021 siegte sie zudem über 200 und 400 Meter und 2022 nur über 400 Meter. 2011 und 2024 gewann sie Gold in der 4-mal-400-Meter-Staffel.

## Persönliche Bestzeiten
- 200 Meter: 23,41 s (+0,1 m/s), 24. April 2021 in Ibagué
- 400 Meter: 49,80 s, 6. April 2025 in Bogotá
- Weitsprung: 6,58 m (+0,6 m/s), 10. April 2021 in Ibagué
- Siebenkampf: 6346 Punkte, 14. März 2021 in Ibagué